# Edern
Edern ist eine französische Gemeinde mit 2199 Einwohnern (Stand 1. Januar 2022) im Westen der Region Bretagne. Sie gehört zum Département Finistère, zum Arrondissement Quimper und zum Kanton Briec.

## Geografie
Edern liegt in einer hügeligen und teilweise durch Bocage geprägten Landschaft südlich des Regionalen Naturparks Armorique im Pays Glazik am Fuß des Höhenzugs der Montagnes Noires (Schwarze Berge), etwa 50 Kilometer südöstlich von Brest, etwa 20 Kilometer östlich der Atlantikküste, 15 Kilometer nordöstlich von Quimper und etwa 15 Kilometer südöstlich von Châteaulin, zwischen den Nachbargemeinden Briec im Westen, Langolen im Südosten und Gouézec im Norden.

## Geschichte
Die Ortschaft wurde nach dem bretonischen Heiligen Edern benannt und um 900 erstmals urkundlich erwähnt.
1793 erhielt Edern im Zuge der Französischen Revolution (1789–1799) den Status einer Gemeinde und 1801 das Recht auf kommunale Selbstverwaltung.

### Bevölkerungsentwicklung
| Jahr                       | 1962 | 1968 | 1975 | 1982 | 1990 | 1999 | 2006 | 2017 |
| Einwohner                  | 1666 | 1567 | 1590 | 1690 | 1759 | 1804 | 1969 | 2224 |
| Quellen: Cassini und INSEE |      |      |      |      |      |      |      |      |

## Sehenswürdigkeiten
Siehe auch: Liste der Monuments historiques in Edern
Die Kapelle Notre-Dame-de-Lannien wurde im 16. Jahrhundert erbaut, der Glockenturm wurde im 18. Jahrhundert hinzugefügt.
Das Schloss de la Boixière gehörte im 19. Jahrhundert der Familie Hallier. Der Ziergarten des Schlosses wurde in seiner heutigen Form 1897 eingerichtet. Schloss und Garten befinden sich im Privatbesitz.
Die Kapelle Saint-Jean-Botlan wurde im 16. Jahrhundert auf einem ehemaligen Besitztum des Templerordens (um 1118 bis um 1312) erbaut. Sie wurde 1976 in das Zusatzverzeichnis der Monuments historiques (historische Denkmale) eingetragen. Die Kapelle ist außerdem als Site Classé klassifiziert und ihre Umgebung als Site Inscrit.
Der Kalvarienberg Saint-Maudez aus dem 15. Jahrhundert ist das einzige Überbleibsel eines ehemaligen Klosters. 1791 gelangte er in Gemeindebesitz. 1886 wurde er mitsamt der Kapelle des Klosters verkauft. Die Pietà des Kalvarienbergs wurde in das Museum von Quimper gebracht. Einige Statuen sind verschwunden, aber das Kruzifix in der Mitte ist erhalten geblieben. Der Kalvarienberg wurde 1956 in das Zusatzverzeichnis der Monuments historiques eingetragen (inscrit MH).

## Verkehr
Die D72 führt durch die Gemeinde und endet in Briec. Bei Briec gibt es eine Abfahrt an der Europastraße 60 (Nantes – Brest). In Quimper und Châteaulin gibt es Regionalbahnhöfe. Bei Quimper und Brest befinden sich Regionalflughäfen.

## Persönlichkeiten
- Jean-Edern Hallier (* 1. März 1936 in Saint-Germain-en-Laye; † 12. Januar 1997 in Deauville), war ein Schriftsteller und wurde auf dem Friedhof von Edern begraben.[8]